# Catalaphyllia
Catalaphyllia is een geslacht van neteldieren uit de klasse van de Anthozoa (bloemdieren).

## Soort
- Catalaphyllia jardinei (Saville-Kent, 1893)